# Wioślarstwo na Letnich Igrzyskach Olimpijskich 1904 – czwórka bez sternika mężczyzn
Czwórka bez sternika była jedną z pięciu konkurencji wioślarskich rozgrywanych podczas III Letnich Igrzysk Olimpijskich w Saint Louis. Zawody odbyły się w dniu 30 lipca 1904 r. 
W wyścigu wzięły udział trzy osady. Wszyscy uczestnicy pochodzili ze Stanów Zjednoczonych Ameryki. 

## Wyniki
| Pozycja | Zawodnik                                                         | Czas    |
| ------- | ---------------------------------------------------------------- | ------- |
| 1.      | Arthur Stockhoff; August Erker; George Dietz; Albert Nasse       | 10:57,0 |
| 2.      | Frederick Suerig; Martin Formanack; Charles Aman; Michael Begley |         |
| 3.      | Gustav Voerg; John Freitag; Louis Heim; Frank Dummerth           |         |